# 沙希布·克列汗
沙希布·克列汗（1830年—1849年）是哈薩克布克依斡耳朵的最後一位可汗，揚吉爾·克列汗的長子和繼任者，來自他的第二任妻子法蒂瑪汗尼姆。

## 生平
他是揚吉爾·克列的長子，年幼時前往俄國聖彼德堡佩奇軍團學習。揚吉爾·克列後向沙皇政府發出請願書，任命他最喜歡的兒子沙希布為他的繼任者。1840年，獲得俄羅斯沙皇尼古拉一世的同意，批准沙希布在佩奇軍團學習后成為可汗王位的繼承人。
1845年8月11日，在他統治的第22年，布克依斡耳朵的可汗揚吉爾·克列汗去世。他心愛的妻子法蒂瑪，沙希布的母親，試圖將可汗的王位交給她的長子，並將他召喚到可汗的總部。為了管理斡耳朵，在15歲的沙希布的領導下成立了一個委員會。1845年秋天，在奧倫堡總督 V. A. 奧布魯切夫的壓力下，沙希布被迫離開可汗總部，返回聖彼德堡繼續在佩奇軍團學習。
1847年7月，沙皇政府授予沙希布王子頭銜和汗號，並允許他返回祖國。在從聖彼德堡到哈薩克草原的途中突然去世。他死後，可汗在部落的權力被廢除，取而代之的是，直到1917年，該地區由一個臨時委員會管理。該委員會由可汗的一位後裔擔任主席，由3名顧問（1名來自國家財產部，2名來自部落）組成，主要由奧倫堡軍事總督和奧倫堡邊境委員會指揮，隸屬阿斯特拉罕省。